# 桃太郎電鉄7
『桃太郎電鉄7』（ももたろうでんてつセブン）は、ハドソンが1997年12月23日に発売したプレイステーション用ボードゲーム。「桃太郎電鉄シリーズ」の第7作。初代『桃太郎電鉄』からカウントしたナンバーがタイトル名に付いた初の作品であり、以降も多くの作品でこのナンバリングを採用している。

## 概要
発売ハードをプレイステーションに移しての今作は、前作から細部のシステム・ルールに変更点が非常に多く、マップは新しい路線が複数登場している。近年のシリーズでおなじみとなった、時事ネタ系のイベントが積極的に取り入れられ始めるのも今作からである。また、本作ではキングボンビーの状態である条件を満たすと、プレイヤー全員に被害を与える「ギーガボンビー」が初登場する。今作以降、複数のプレイヤーに被害をもたらすキャラクターが必ず登場することになるほか、多くの作品でタイトルに副題が付くようになった。本作の副題は「ギーガボンビー誕生の巻」。
初回限定特典として桃太郎電鉄をモチーフとしたトレーディングカードゲーム「桃繰勘定戦」のカード「札幌市」「ソフトハウス（ハドソン）」「貧乏神」の3枚が付属する。なお同トレーディングカードは再三発売日が延期した後、発売中止となっている。

## 前作からの変更点
- 機種がプレイステーションになったことで、グラフィックの質が向上した。
- 機種の変更により、毎年の4月の行動開始前に自動セーブされる仕様になった。
- 首都圏まわりのマップが整備されるなど、マップが少し緻密になった（山手線・石勝線などが登場）。
- 本作および『V』より、目的地となる駅は、現在の目的地のみ大きい駅舎のグラフィックで表示されるようになった。
- 本作以降、毎月のカレンダー画面で専用のテーマ曲「ほんわかカレンダー」（関口和之作曲）が使用されるようになった（『jr.』を除く）。
- 本作以降、「プラス駅」や「カード駅」に止まったとき等に表示されるルーレットに、ドラム回転の演出が加わった。
- 本作以降、ハワイが目的地の時に到着した場合のBGMが、「ワイキキ・サンライズ」（関口和之作曲）になった。
- 本作から『V』までタイトル曲が統一（アレンジ等の差はある）され「大好き!桃太郎電鉄[3]」（宮路一昭作曲）となった。
- 本作から『V』まで、ボンビラス駅の損害額が年数に比例する固定額となり、金額を決めるルーレットが省略されている。また、景気変動の影響を受けなくなった（これは『X』以降も共通）。
- 本作以降、キングボンビーが付いている状態によってマップ上のテーマ曲がボンビーに対応するものに変化していても、急行系カードを使った移動中はカードに対応したテーマ曲が優先されるようになった。
- 本作から『V』まで、誰かがボンビラス星にいる状態で目的地に到着した場合、次に貧乏神が誰にとりつくかの告知が省略される（ボンビラス星にいるプレイヤーで確定しているため）。
- 本作以降、物件駅を独占するとその駅の色がプレイヤーの色に変わるようになった。
- 本作から『V』まで、収益率がマイナスの物件は増資をしてもマイナス抑制が少なく、その結果、−20%の物件は増資によって逆に損失額が増えてしまう[4]。
- 本作以降、大阪の「水族館」は増資をしても収益率が変化しなくなった。したがって、同じ価格の収益率プラスの物件同士で、増資による収益率変化が異なるのはシリーズ初である。
- 本作以降、カードが「進行系」「便利系」の2つのグループに分類され、各5枚ずつ・合計10枚持てるようになった（前作まではカードの分類は無く、合計6枚まで所持可能だった）。携帯アプリ・DS・3DS・Switch向けタイトル、ではカード袋がグループ分けされておらず、合計で8枚持てる仕様。
- 本作以降、デビル系のカードは同じ種類のものが複数同時に手に入るようになった。また、進行形・便利系の両方に入る可能性がある。また、デビル系カードを入手すると、入手した枚数に応じてデビルが画面中を飛び回るようになった。
- 登場するカードの種類が大幅に減った（『HAPPY』128種→『7』93種）。
- 全国を巡りスタンプを集めていく「○○ラリーカード」が初登場。
- 本作以降、ドジラ・モモスラの対策用のカードが「モモトラマンカード」に一本化され、「金太郎カード」は廃止された。
- 本作以降、「豪速球カード」のターゲットが全ての手持ちカードからランダムに選ばれるようになった（『HAPPY』では「ブロックカード」のみだった）。
- 本作以降、「ブロックカード」は1枚につき、攻撃を1回しか防げないようになった。
- 本作でのゲストボンビーは「ギーガボンビー」。なお貧乏神ではなくキングボンビーから変身するようになっており、プレイヤー全員に被害を及ぼす（後述）。
- 本作以降、貧乏神が変身する際、変身シーンが流れるようになった。これにより、一度ミニボンビーに変身したように見せかけて、キングボンビーに変身するいわゆるフェイントをかけて変身することがあるようになった。
- 本作以降、キングボンビー対策のロボットのうち最高級ランクの「メカボンビーRX」が繰り出す攻撃「ヒップ・バズーカ」が必中ではなくなったほか、安価な「カプセルロボ」の勝率が軒並み低下している。
- 「カード売り場」が多数追加される（浜田・日向・名寄など）。
- 本作以降、カードの売値が買値の半額に戻った。
- 「チェーン店カード」を使うことで、4つの業種の物件を各99件持つことができる。
- 一定の年に行われる「ショッカーO野」が司会を務めるレース形式のミニゲームが初登場。
- 「桃鉄ブックメーカー」が導入され、次に目的地に着く人などを予想するゲームが登場した。
- 貧乏神の悪行「時は金なり」で成功した場合の報酬がサイコロのみとなった。
- 本作および『V』のみ、キャスターの桃太郎・夜叉姫の服装が毎月変化する。
- 本作以降、損害系イベントが発生した際はキャスターの桃太郎・夜叉姫が深刻な表情になる（『jr.』を除く）。
- 本作以降、借金を抱えた時のBGMが「泣き落としのバラード」になった。
- 本作以降、COMキャラに「えんま」より強い「さくま」が登場する。また、「あしゅら」が登場していない。説明では「今回初めてラッキー運を入れてみた」とのこと[5]。
- マップにおける隠しアイコンとして、障害物をよけながら富士山を登るミニゲームやもぐらたたきゲームが登場した。
- 「新潜水艦カード」「新ばかもんカード」から「新」がなくなり、名称が「潜水艦カード」「ばかもんカード」に戻る。ただし『HAPPY』で変更された効果は引き続き採用されている。「（新）おひるねカード」は廃止された。
- 本作では、「女湯カード」が登場。カード売り場にて本作にしては非常に高額で販売されているカードだが、使用したときの効果はたいしたことはない、いわゆるダミーアイテムである。
- 初登場の原宿駅にある「レコード会社」を購入する事で「新人歌手養成イベント」が起こる。リストの中から一人を選び、新人賞に選ばれると臨時収入が入る。このイベントは『jr.』『V』でも発生する。歌手のキャラクターデザインは、イラスト投稿誌「チョコバナナ」の複数の投稿者が担当（歌手の中にはそのものズバリ「CHOCO・BANANA（チョコバナナ）」という名前のデュオがいる）。これらの投稿者たちは新人イラストレーターという扱いで、以降の桃鉄およびその他のさくま作品（怪物パラ☆ダイス、さくま式人生ゲームなど）でも「チョコバナナオールスターズ」「チョコバナナチーム」としてイラスト・キャラデザインを担当している。また、渋谷駅近くのビル街を虫メガネで調べると、「チョコバナナ」の広告が見られる。当時のさくまあきらが自費を投じて（自費出版=同人誌ではなく、れっきとした商業誌）新人の発掘・育成およびプロデュースを主目的に出版していた雑誌だった。出身漫画家としては川添真理子やいわおかめめが有名。
- 「6月」に宇和島駅の北東に描かれているマップ絵の牛を虫眼鏡で調べると、桃鉄美術室と題し、キャラクターデザイナーの土居孝幸氏によるイラスト集が閲覧できる（内容は主にゲーム中で使用されているグラフィック）。
- 本作から『jr.』を除くPS2版『11』までデジキューブ提携コンビニ併売タイトルとなった。

## ギーガボンビー
今作でのゲストボンビー。貧乏神がキングボンビーに変身している間、数字のカウントが出現する。最初は「10」だが、キングボンビーが悪行を1回すると1ポイント減り、0ポイントになるとギーガボンビーが出現。
ギーガボンビーが出現すると、直後にプレイヤー全員に以下の悪行をすべて行う。悪行を行った後はマップから立ち去るため、次に誰かが目的地に到着するまで貧乏神自体がマップからいなくなる。
- プレイヤー全員の所持金とカードを全て消滅させる（借金や損害系カードも含む）。
- 各プレイヤーが独占している物件駅をそれぞれ1駅ずつ潰す。その駅の物件は誰も所有していない状態になる。

ギーガボンビーの出現を防ぐためには、基本的にキングボンビーのカウントを「0」にさせない事だが、そのためには「5カウント以下」の状態で「特定のマス（駅）」に誰かが止まる必要がある。ただし、その駅は全国のうちたった1か所しかなく、攻略本などに詳細があるほかは、ヒントが説明書に記載されているのみ。その駅に止まることができれば、キングボンビーのカウントを「10」に戻すことができる。

## 関連書籍
- 『覇王ゲームスペシャル106 公式ガイドブック 桃太郎電鉄7 日本一の社長ツアー』 (ISBN 4-06-343106-1)
- 『Express guideシリーズ 桃太郎電鉄7速攻本』 (ISBN 4921023026)
- 『ファミ通ブロス攻略本シリーズ 桃太郎電鉄7公式データブック』 (ISBN 4893669397)
- 『桃太郎電鉄7 4コマ劇場1』中尾淳&チョコバナラーズ（衆芸社）(ISBN 4921023042)
さくまあきらが編集長だったイラスト投稿誌「チョコバナナ」で募集された、パロディ4コマ集。「中尾淳」は4コマを1か月で100本投稿した偉業により、代表としてクレジットされた。同じく「チョコバナナ」の面々による、女湯や歌手養成イベントの没イラスト原画も収録。
- 『桃太郎電鉄7 4コマ劇場2』たつきじゅん&チョコバナラーズ（衆芸社）(ISBN 4921023166)
- 『桃鉄7キャンペーンブック スーパーボンビーからの脱出』（衆芸社）(ISBN 4921023050)
発売時のキャンペーンの投稿をまとめた本。貧乏体験を投稿してもらい、大賞には100万円が贈られた。余談だがこのキャンペーンを紹介した、一部新聞では桃鉄のことを「不動産売買をするゲーム」と誤って伝えられたという（本シリーズにおける物件は、不動産ではなく、鉄道会社の系列として経営される）。
- 『チョコバナナ』14巻（ティーツー出版）(ISBN 4900700975)
通常の投稿コーナーに混じって、土居孝幸の手による「ギーガボンビーの没デザイン」が公開されている。ハドソンの関係者も知らなかった、謎のイラストレーター・名古屋明によるデザインも存在したことが、ここで初めて明らかになる。
- 『チョコバナナ』15巻（ティーツー出版）(ISBN 4887490038)
上記の「4コマ劇場2」の候補作品を一部紹介。